# Galina Bukharina
Galina Petrovna Bukharina, née le 14 février 1945 à Tcheliabinsk, est une ancienne athlète qui courait principalement sur 100 m. 
Bukharina a remporté une médaille de bronze pour l'Union soviétique avec ses compatriotes Ludmila Maslakova, Vera Popkova et Lyudmila Samotysova du relais 4 × 100 m aux Jeux olympiques d'été de 1968. 

## Palmarès

### Jeux olympiques
- Jeux olympiques d'été de 1968 à Mexico ( Mexique)
  -  Médaille de bronze en relais 4 × 100 m
- Jeux olympiques d'été de 1972 à Munich ( Allemagne de l'Ouest)
  - 5e en relais 4 × 100 m

### Championnats d'Europe d'athlétisme
- Championnats d'Europe d'athlétisme de 1971 à Helsinki ( Finlande)
  -  Médaille de bronze en relais 4 × 400 m

### Championnats d'Europe d'athlétisme en salle
- Jeux européens d'athlétisme en salle de 1967 à Prague ( Tchécoslovaquie)
  -  Médaille de bronze sur 50 m
- Jeux européens d'athlétisme en salle de 1968 à Madrid ( Espagne)
  - 5e sur 50 m